# Maike Hallmann
Maike Hallmann (* 1979 in Hamburg) ist eine deutsche Autorin von Fantasy und Science-Fiction. Zudem arbeitet sie als freie Übersetzerin.
Hallmann wuchs in Hamburg auf. Nach einem Studium der Germanistik begann sie als freie Autorin zu arbeiten. Sie schrieb einen Kriminalroman, Beiträge zu Anthologien, verfasste Romane in den Reihen Shadowrun und Justifiers und legte mit Die Feen ihren eigenen Fantasy-Roman vor.
Sie lebt gemeinsam mit ihrer Familie in Hamburg.

## Werke

### Shadowrun
- Pesadillas, Fantasy Productions, 2001, ISBN 3-89064-575-5
- Vertigo, Fantasy Productions, 2002, ISBN 978-3-89064-581-0
- Matrixfeuer (als Herausgeberin), Fantasy Productions, 2004, ISBN 978-3-89064-587-2
- Wiedergänger, Fantasy Productions, 2005, ISBN 978-3-89064-593-3

### Justifiers
- Hard to Kill, Band 8, Heyne Verlag, 2012, ISBN 978-3-453-52938-0

### Einzelromane
- Bellende Hunde, Beltz & Gelberg, 2008, ISBN 978-3-407-74073-1
- Die Feen, Heyne, 2011, ISBN 978-3-453-52851-2